# Medina de Rioseco
Medina de Rioseco es un municipio y localidad española de la provincia de Valladolid, en la comunidad autónoma de Castilla y León. Cuenta con una población de 4537 habitantes (INE 2024). Perteneciente a la comarca de Tierra de Campos, posee los títulos honoríficos de muy noble y muy leal, así como el de ciudad, y es conocida también por los sobrenombres de la Ciudad de los Almirantes y la Vieja India Chica. Por el término municipal discurre el río Sequillo. La localidad se encuentra situada en el Camino de Santiago de Madrid.

## Geografía
Se encuentra en la comarca de Tierra de Campos vallisoletana, muy cerca de la de Montes Torozos y con límites con algunos municipios palentinos. Se sitúa a 41 km de la capital provincial por la carretera N-601. El pueblo se alza a 732 m sobre el nivel del mar, en la margen derecha del río Sequillo, afluente del Valderaduey. El relieve de su territorio es variado, más elevado hacia el este por la presencia de los Montes Torozos (el punto más elevado es un monte llamado Moclín a 841 m) y más llano en el resto, con algún pequeño monte o páramo aislado, como es característico de la Tierra de Campos. Un exclave del municipio al sureste se encuentra en la comarca adyacente de Montes Torozos.
| Noroeste: Palazuelo de Vedija | Norte: Berrueces, Moral de la Reina | Noreste: Villanueva de San Mancio, Belmonte de Campos (Palencia), Meneses de Campos (Palencia) |
| Oeste: Villabrágima           |                                     | Este: Montealegre de Campos, Valdenebro de los Valles                                          |
| Suroeste: Villabrágima        | Sur: Valverde de Campos             | Sureste: La Mudarra, Castromonte                                                               |

### Clima
Medina de Rioseco, a pesar de no presentar una precipitación anual promedio muy abundante y a presentar sequía estival, tiene un clima Cfb (templado sin estación seca) en transición a un clima Csa y Csb según la clasificación climática de Köppen modificada. Esta clasificación como un tipo de clima oceánico se debe a que aunque la precipitación en el mes más seco del verano es inferior a 40 mm, no es inferior a 1/3 de la precipitación del mes más lluvioso de la mitad invernal del año.
| Parámetros climáticos promedio de Medina de Rioseco en el periodo 1961-2003 | Parámetros climáticos promedio de Medina de Rioseco en el periodo 1961-2003 | Parámetros climáticos promedio de Medina de Rioseco en el periodo 1961-2003 | Parámetros climáticos promedio de Medina de Rioseco en el periodo 1961-2003 | Parámetros climáticos promedio de Medina de Rioseco en el periodo 1961-2003 | Parámetros climáticos promedio de Medina de Rioseco en el periodo 1961-2003 | Parámetros climáticos promedio de Medina de Rioseco en el periodo 1961-2003 | Parámetros climáticos promedio de Medina de Rioseco en el periodo 1961-2003 | Parámetros climáticos promedio de Medina de Rioseco en el periodo 1961-2003 | Parámetros climáticos promedio de Medina de Rioseco en el periodo 1961-2003 | Parámetros climáticos promedio de Medina de Rioseco en el periodo 1961-2003 | Parámetros climáticos promedio de Medina de Rioseco en el periodo 1961-2003 | Parámetros climáticos promedio de Medina de Rioseco en el periodo 1961-2003 | Parámetros climáticos promedio de Medina de Rioseco en el periodo 1961-2003 |
| Mes | Ene.                                                                        | Feb.                                                                        | Mar.                                                                        | Abr.                                                                        | May.                                                                        | Jun.                                                                        | Jul.                                                                        | Ago.                                                                        | Sep.                                                                        | Oct.                                                                        | Nov.                                                                        | Dic.                                                                        | Anual                                                                       |
| --- | --------------------------------------------------------------------------- | --------------------------------------------------------------------------- | --------------------------------------------------------------------------- | --------------------------------------------------------------------------- | --------------------------------------------------------------------------- | --------------------------------------------------------------------------- | --------------------------------------------------------------------------- | --------------------------------------------------------------------------- | --------------------------------------------------------------------------- | --------------------------------------------------------------------------- | --------------------------------------------------------------------------- | --------------------------------------------------------------------------- | --------------------------------------------------------------------------- |
| Temp. media (°C) | 4.4                                                                         | 6.0                                                                         | 8.4                                                                         | 10.1                                                                        | 14.0                                                                        | 18.2                                                                        | 21.5                                                                        | 21.3                                                                        | 18.1                                                                        | 13.0                                                                        | 8.0                                                                         | 5.1                                                                         | 12.3                                                                        |
| Precipitación total (mm) | 42.1                                                                        | 34.0                                                                        | 26.6                                                                        | 41.1                                                                        | 45.6                                                                        | 30.0                                                                        | 20.8                                                                        | 16.4                                                                        | 31.3                                                                        | 43.5                                                                        | 48.4                                                                        | 43.3                                                                        | 422.9                                                                       |
| Fuente: Ministerio de Agricultura, Alimentación y Medio Ambiente. Datos de precipitación para el periodo 1961-2003 y de temperatura para el periodo 1961-2003 en Medina de Rioseco 5 de octubre de 2012 |                                                                             |                                                                             |                                                                             |                                                                             |                                                                             |                                                                             |                                                                             |                                                                             |                                                                             |                                                                             |                                                                             |                                                                             |                                                                             |

## Símbolos
Su escudo es cuartelado, con dos castillos en oro sobre fondo de gules y dos caballos en su color asomados a unas almenas, sobre fondo de plata, rodeado de una guirnalda de hojas de laurel. No tiene corona. Fue concedido por el rey Juan I de Castilla.
Desde 2012 cuenta con un himno, compuesto por Godofredo Garabito y Ernesto Monsalve que fue hecho oficial en 2014 con su publicación en el Boletín Oficial de Castilla y León.

## Historia

### Orígenes
Los vestigios más antiguos de Rioseco corresponden a la Edad del Hierro y la época celtibérica. Algunos autores antiguos identificaban esta zona como Forum Egurrorum o plaza de los mercados, de época visigótica, teoría que se ha demostrado errónea. De esta época son los documentos que se refieren a la Tierra de Campos como Campos Góticos o Campii Gotorum.
A mediados del siglo IX y durante todo el siglo X esta zona es un territorio de colonización del reino astur-leonés, al que también acuden mozárabes andalusíes. Es quizás de este momento el topónimo de la población: Medina (del árabe = la ciudad).

### Reconquista
La confluencia de los límites fronterizos entre el Reino de León y el Condado de Castilla sitúa en este espacio los conflictos bélicos entre los dos reinos. Alfonso X el Sabio, en 1258, fijó los límites definitivos con Valladolid quedando para Medina los Montes de Torozos.
Durante la Edad Media estaba integrada en la Merindad del Infantazgo de Valladolid (en castellano antiguo citada como: Meryndat del Infantadgo de Ualladolid) una división administrativa de la Corona de Castilla, cuya descripción figura en el libro Becerro de las Behetrías de Castilla, redactado por las Cortes de Valladolid de 1351, cuando el estamento de los hidalgos solicitó al rey Pedro I la desaparición de las behetrías mediante su conversión en tierras solariegas.

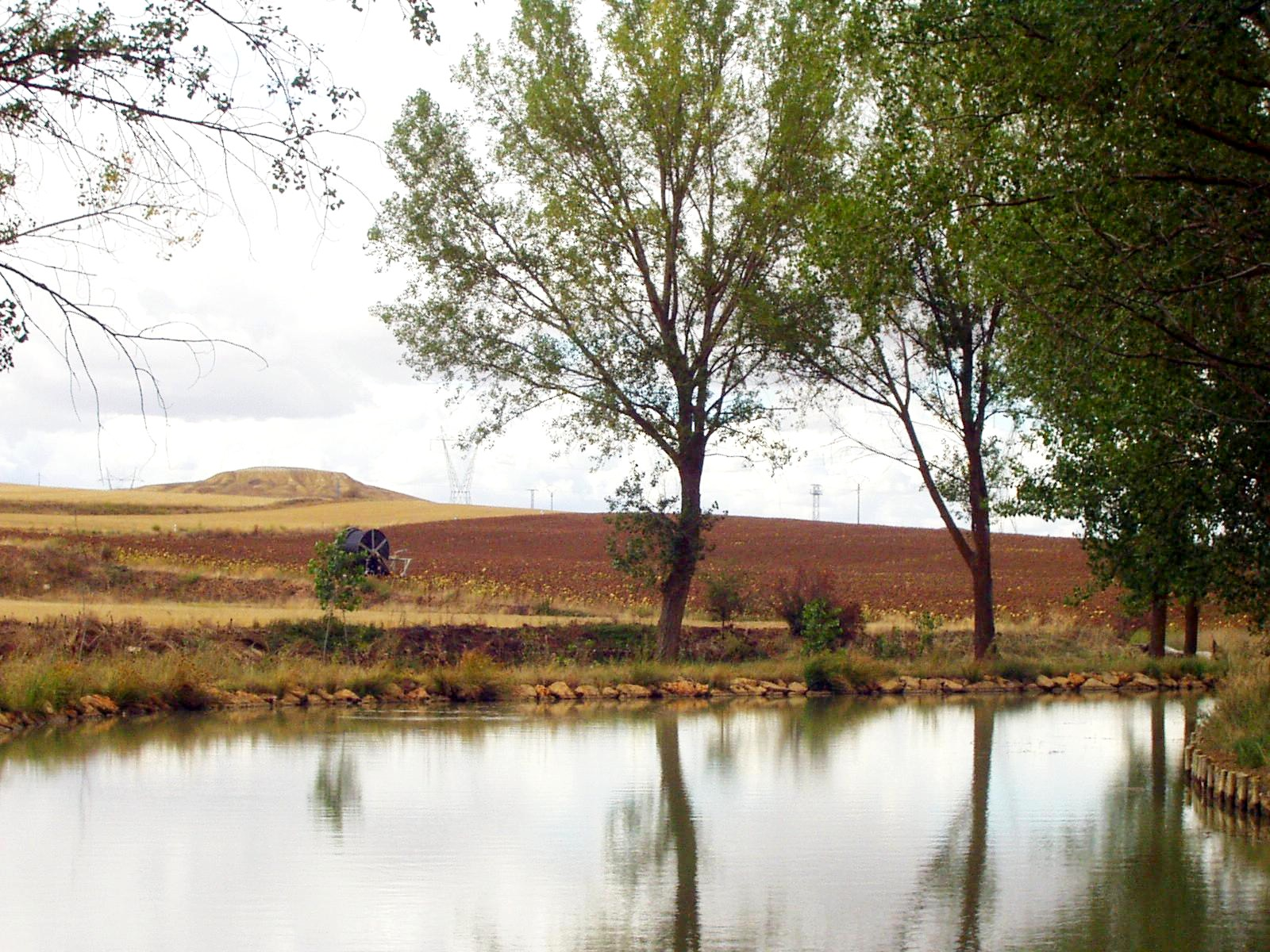
Canal de Castilla en Medina de Rioseco.

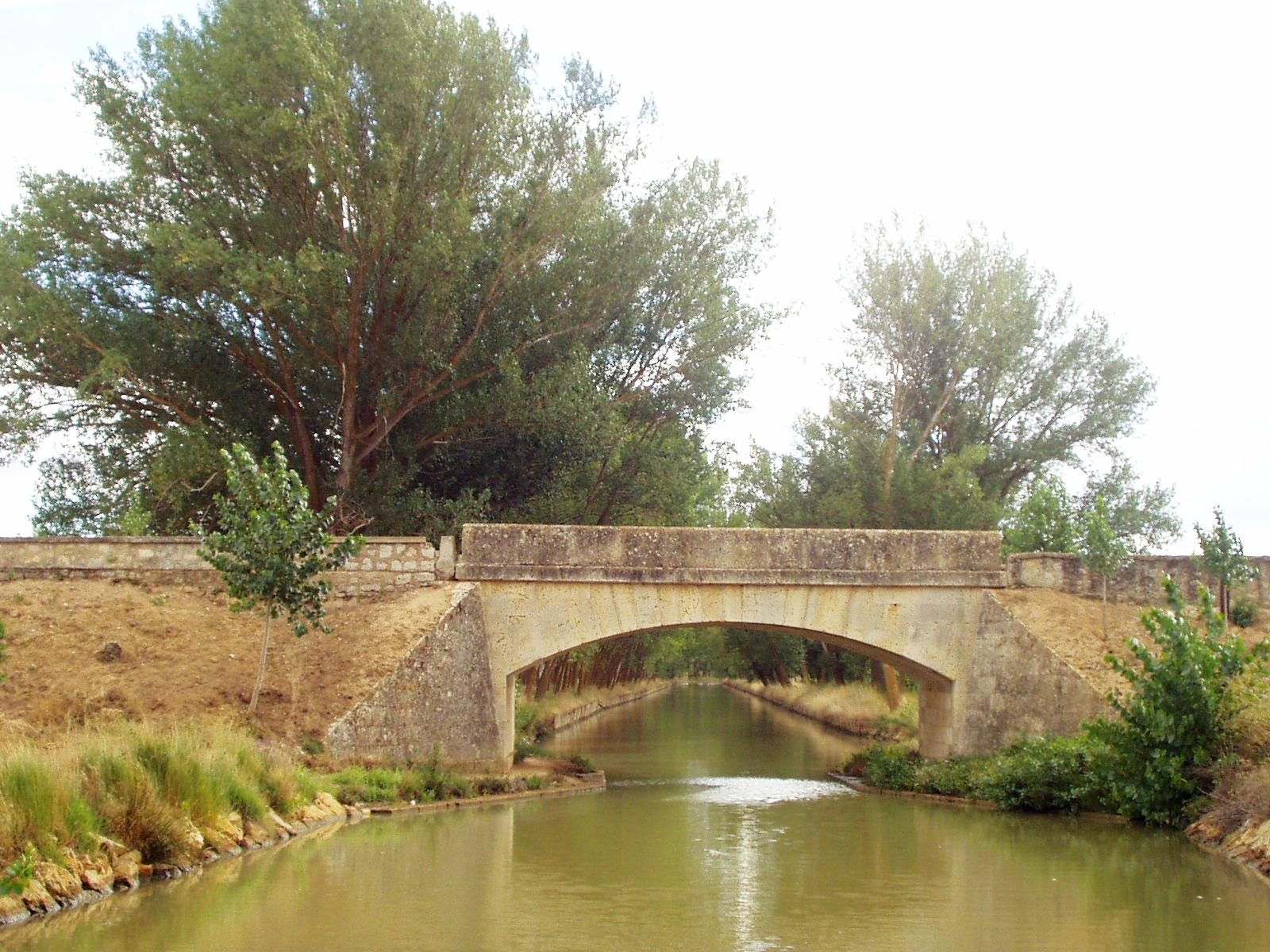
Canal de Castilla en Medina de Rioseco; puente de Villalón.

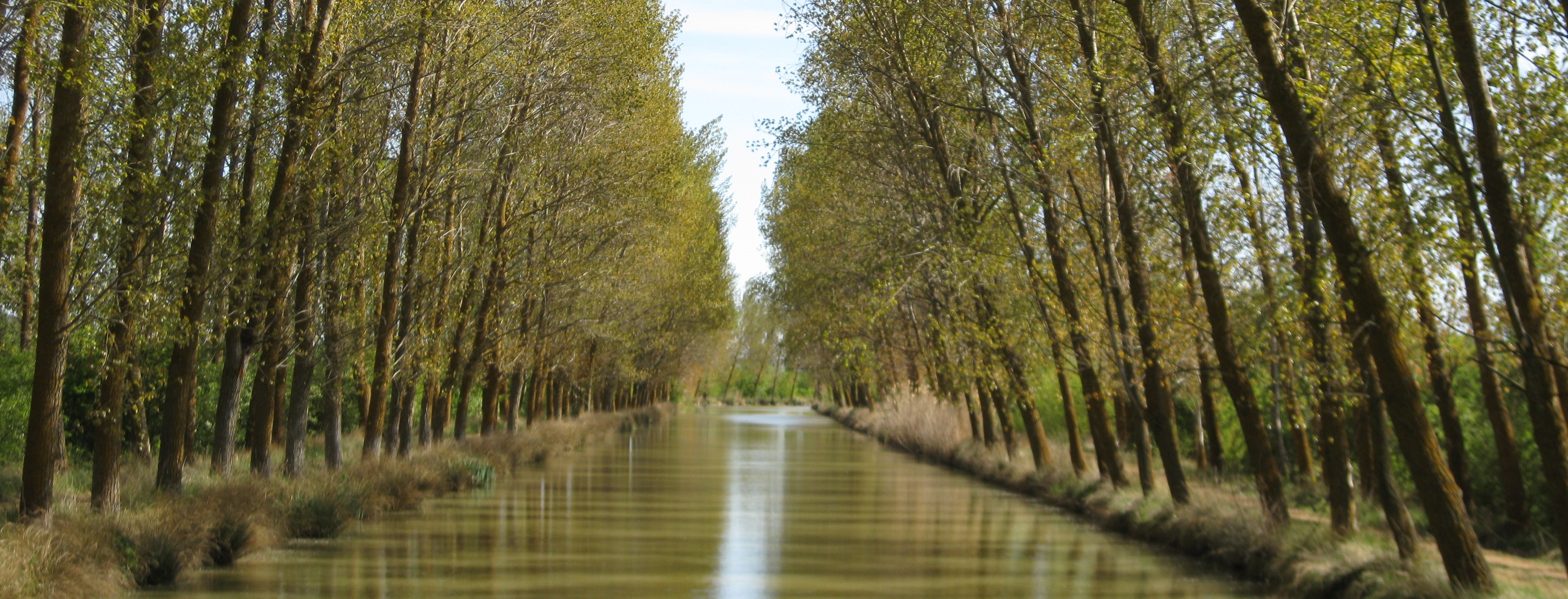
Ramal de Campos del Canal de Castilla (Medina de Rioseco).

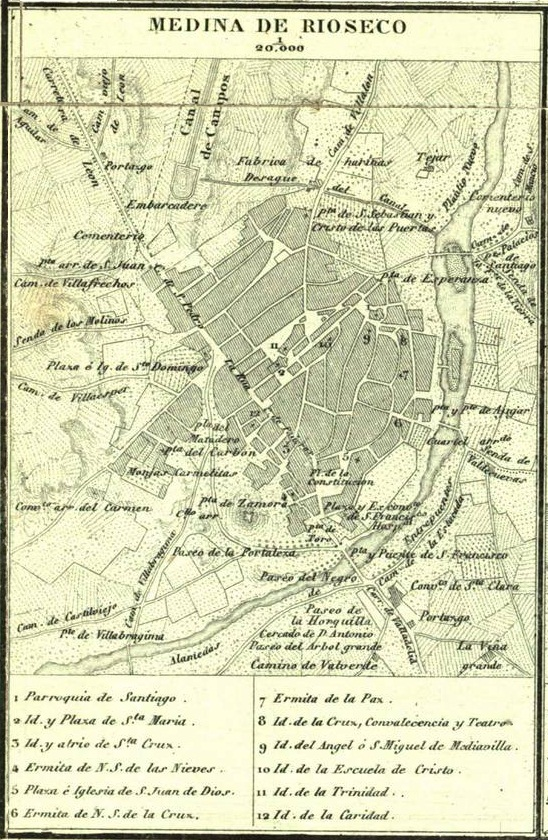
Mapa publicado en 1852 de Medina de Rioseco, realizado por Francisco Coello.

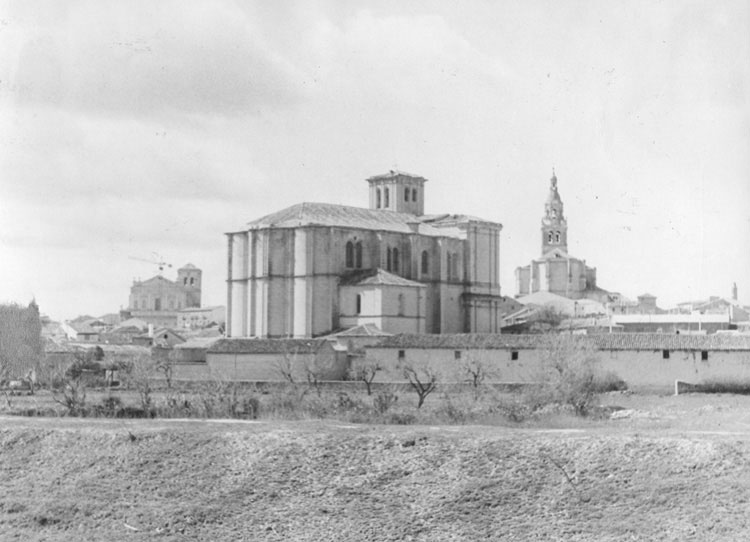
Vista panorámica, mitad del

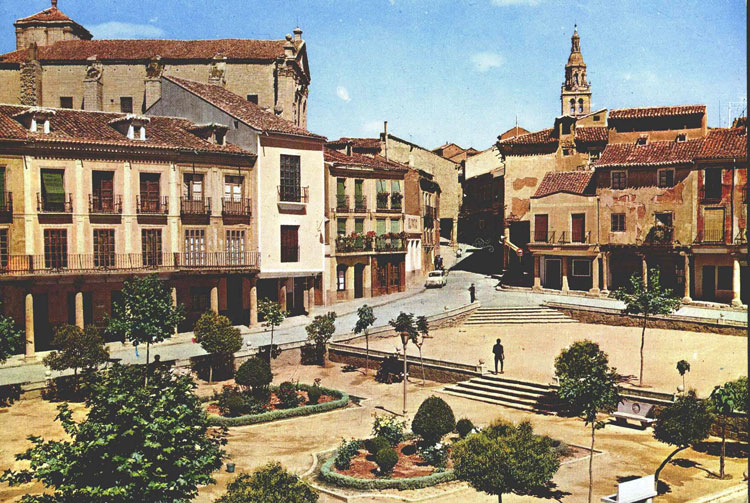
Plaza Mayor de Medina de Rioseco, mediados del

### Almirantes de Castilla
Alfonso Enríquez recibió en mayo de 1405 del rey Enrique III de Castilla el título de almirante de Castilla, tras la muerte de Diego Hurtado de Mendoza, que había sido su anterior titular. En 1423 Juan II de Castilla le otorga el señorío de Medina de Rioseco.
Su tradicional vocación comercial desde los tiempos medievales va adquiriendo carácter oficial con el paso del tiempo. Ejerciendo el señorío D. Fadrique Enríquez segundo almirante, Juan II le concedió en 1423 el privilegio de realizar una feria anual de veinte días tras el primer domingo de Pascua. En 1427 el mismo monarca concedió una segunda feria más, con la misma duración, al comienzo de la Cuaresma. Bajo el señorío de Alfonso II Enríquez, tercer almirante de Castilla, Enrique IV de Castilla confirmó a la villa la segunda feria anual y en 1465 Enrique IV le otorgaba un jueves semanal franco de impuestos. Este reconocimiento se lo repitieron monarcas posteriores, como los Reyes Católicos, Juana I de Castilla, Carlos I o Felipe II. Todos estos valiosos documentos se guardan hoy en el archivo histórico municipal, uno de los más completos de España en su género.
Don Fadrique II, Enríquez de Cabrera, cuarto almirante, inició la construcción del palacio de los almirantes y de la iglesia de San Francisco, fundó el convento de Santa Clara y durante su señorío se construyó la iglesia de Santa María de Mediavilla.

### SigloXVI
El auge que la economía de Medina de Rioseco iba alcanzando llegó a su máximo apogeo durante el siglo XVI. Se construyen los cuatro mayores templos riosecanos, salen hacia América numerosos habitantes que dejan cuantiosos donativos y herencias a la ciudad y sus parroquias. Asimismo el municipio se convierte en el centro de distribución mundial de la plata llegada desde las Indias, a través del puerto de Sevilla y pasa a ser sede de las ferias más importantes del reino, tras las de Medina del Campo. Es el momento en que nacen las cofradías penitenciales, que elevan sus capillas, hospitales, corrales de comedias y comienzan sus procesiones de penitencia y pasión.

### Guerra de las Comunidades
Fue sitiada por las tropas de don Pedro Girón y sede de los regentes del reino, Fadrique Enríquez, Adriano de Utrech e Íñigo de Velasco, que tuvieron que refugiarse en su castillo (aunque no hay referencias históricas fehacientes de la existencia de tal castillo). Cuentan las leyendas que la situación se resolvió por la vía del entendimiento, gracias a la mediación de la condesa de Modica, esposa del almirante don Fadrique II.
Por haber apoyado la causa realista, el emperador Carlos V concedió interesantes privilegios al municipio y el título de Duque de Medina de Rioseco, con Grandeza de España, al hermano de Fadrique II, Fernando Enríquez, heredero del título de almirante de Castilla. Le sucedió Luis Enríquez, sexto almirante y a este Luis II Enríquez.

### Guerra de Sucesión
Durante el señorío de Juan Alfonso Enríquez de Cabrera, noveno almirante, Felipe IV concedió a Rioseco el título de ciudad en 1632. Juan Gaspar Enríquez de Cabrera fue el décimo almirante y Juan Tomás Enríquez de Cabrera fue el undécimo y último. A la muerte de Carlos II, durante la Guerra de Sucesión se declaró en contra de Felipe V el cual suprimió el Almirantazgo y en 1725 en que habiendo muerto este, los títulos confiscados, bienes y herencia de los Enríquez de Cabrera, pasaron a su sobrino Pascual Enríquez de Cabrera, excepto el de almirante. Falleció en 1739 y se mantuvo en la familia únicamente la sucesión ducal, hasta el año 1797, en que, muerto el poseedor, revirtió a la Corona. Posteriormente el ducado de pasó a los Osuna.

### SigloXVIII
Es un momento de apogeo económico, por las novedades introducidas en las explotaciones agrícolas por los ilustrados. En Medina de Rioseco se funda una Sociedad Económica de Amigos del País y se construye un cuartel de caballería, junto al Arco de Ajújar, a expensas de la ciudad. Se realizan plantaciones de árboles y comienza la construcción y mejora de caminos y fuentes.

### SigloXIX
A comienzos del siglo XIX se escribieron en Medina de Rioseco las páginas de unos hechos que habían de tener gran repercusión sobre la suerte que correría el resto de España durante la guerra de la Independencia, la batalla del Moclín. Un poderoso ejército francés dirigido por el mariscal Jean-Baptiste Bessières se enfrentó en las inmediaciones de Medina de Rioseco, el 14 de julio de 1808, a los ejércitos españoles de Castilla y de Galicia dirigidos por los generales Cuesta y Blake. La batalla de Rioseco fue la primera de importancia en la Guerra de la Independencia, concluyó con una terrible derrota para las tropas españolas y supuso la llave que abrió la puerta al trono español a José Bonaparte. En palabras del propio emperador Napoleón: «la batalla de Rioseco es la segunda batalla de Villaviciosa, ha puesto en el trono de España a mi hermano José». El triunfo del mariscal Bessières le valió para que el emperador Bonaparte le concediera la condecoración del Toisón de Oro.
En el siglo XVIII, se había construido el canal de Castilla uno de cuyos ramales, el llamado Canal de Campos llegó hasta la ciudad de Rioseco en 1849. Como consecuencia se instalaron gran cantidad fábricas de harina, molinos de papel, y fundiciones siderúrgicas. A la actividad generada por su construcción hay que añadir los beneficios que reportó como sistema de transporte y regadío y que se convertían en la principal fuente de ingresos, desplazando a la tradicional actividad comercial.
A mediados del siglo XIX, la ciudad tenía contabilizada una población de 4500 habitantes. Aparece descrita en el decimoprimer volumen del Diccionario geográfico-estadístico-histórico de España y sus posesiones de Ultramar de Pascual Madoz.
El desarrollo del ferrocarril vendría a sustituir el uso del canal. El que pasaba por Medina de Rioseco, era el popularmente conocido como «Tren Burra», debido a la escasa velocidad de desplazamiento. La compañía que explotaba estas líneas, que unían Valladolid con Palanquinos y con Villada, era la Compañía de Ferrocarriles Secundarios de Castilla, fusión de otras como la Compañía del Ferrocarril Económico de Valladolid a Medina de Rioseco. Como curiosidad hay que decir que su inauguración fue adelantada en unos meses, por el anuncio de la actuación del torero Frascuelo en las ferias septembrinas de Rioseco.

### SigloXX
Sede de revueltas sociales continuas, "Motín del Pan", Revolución del 34.

## Demografía
Cuenta con una población de 4537 habitantes (INE 2024).
| Gráfica de evolución demográfica de Medina de Rioseco entre 1842 y 2021 |
| |
| Población de derecho según los censos de población del INE Población de hecho según los censos de población del INEEn este censo se denominaba Rioseco: 1857 Entre el censo de 1981 y el anterior, crece el término del municipio porque incorpora a 47108 (Palacios de Campos) |

## Patrimonio

### Arquitectura religiosa

#### Iglesia de Santa María de Mediavilla

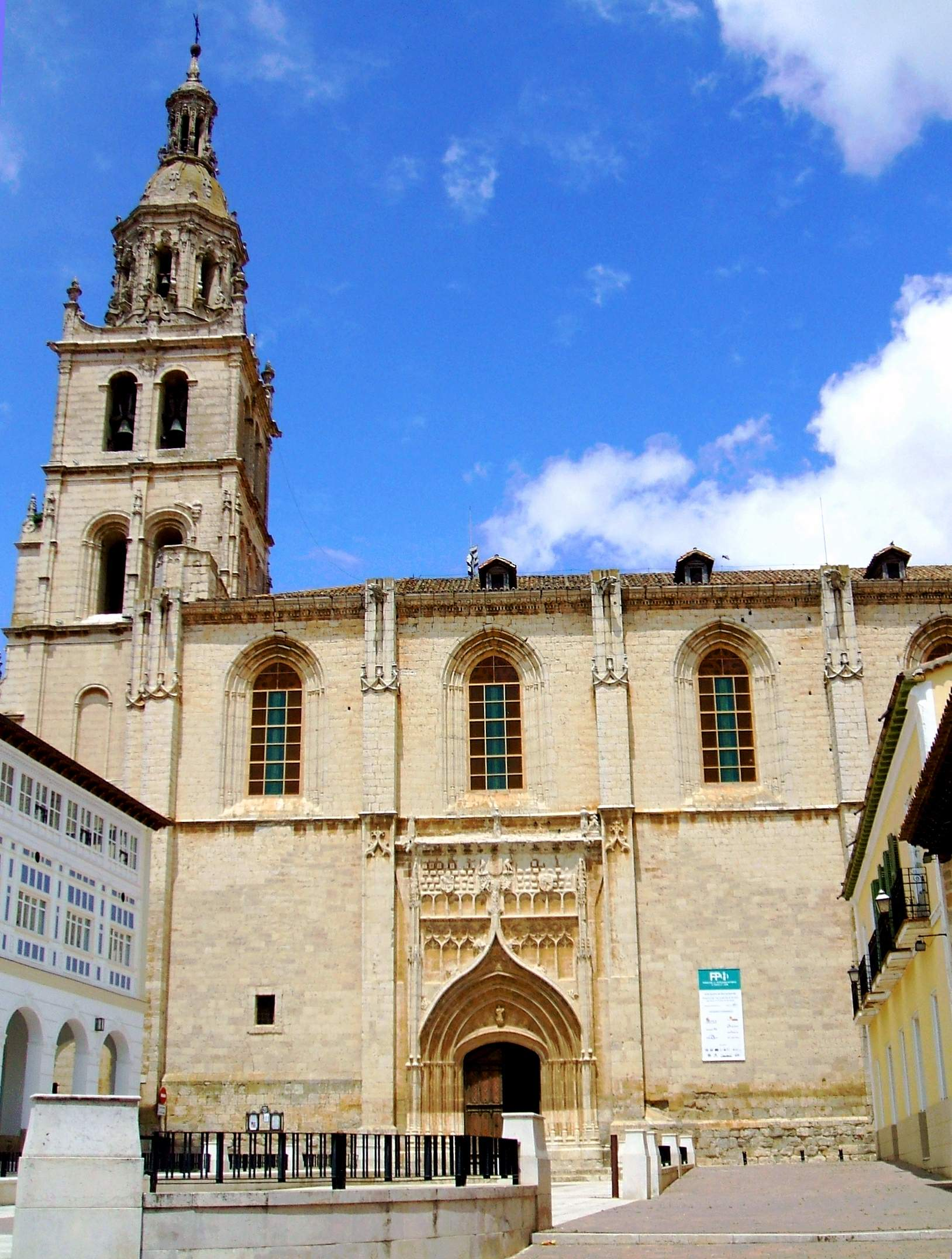
Vista de la iglesia de Santa María de Mediavilla.

Situada en el centro de la ciudad, es la principal de las iglesias y se sitúa en la cota más alta de la localidad. Su construcción comenzó a finales del siglo XV, sustituyendo a otro edificio anterior, cuyos restos se conservan en la capilla de los Palacios. Su estilo es Gótico tardío, con añadidos renacentistas y barrocos, como la torre, reconstruida en 1700 al venirse abajo la anterior. En su interior se conservan las firmas de los constructores que tomaron parte en la misma.
En el interior del templo, destacan la capilla de los Benavente, derroche de exuberancia escultórica. Toda la labor de yesería corresponde a los hermanos Corral de Villalpando y posee un complejo diseño iconográfico. El retablo de la capilla es obra de Juan de Juni y el diseño la reja, de Francisco de Villalpando. En el resto de la iglesia, destacan la reja, obra de Cristóbal de Andino y la sillería barroca, ambas procedentes del convento de San Francisco. Sobre el cancel de entrada se encuentra una piel de caimán, donada en el siglo XVIII, desde México, por Manuel Milán, riosecano que llegó a ser alcalde de la ciudad de Puebla. Frente a la entrada principal se encuentra un órgano del siglo XVII y unas puertas renacentistas, antiguamente colocadas en el lado exterior de la entrada norte. El retablo mayor del templo es una excepcional pieza renacentista, obra conjunta de Gaspar Becerra, Juan de Juni y Esteban Jordán.

#### Iglesia de Santiago Apóstol

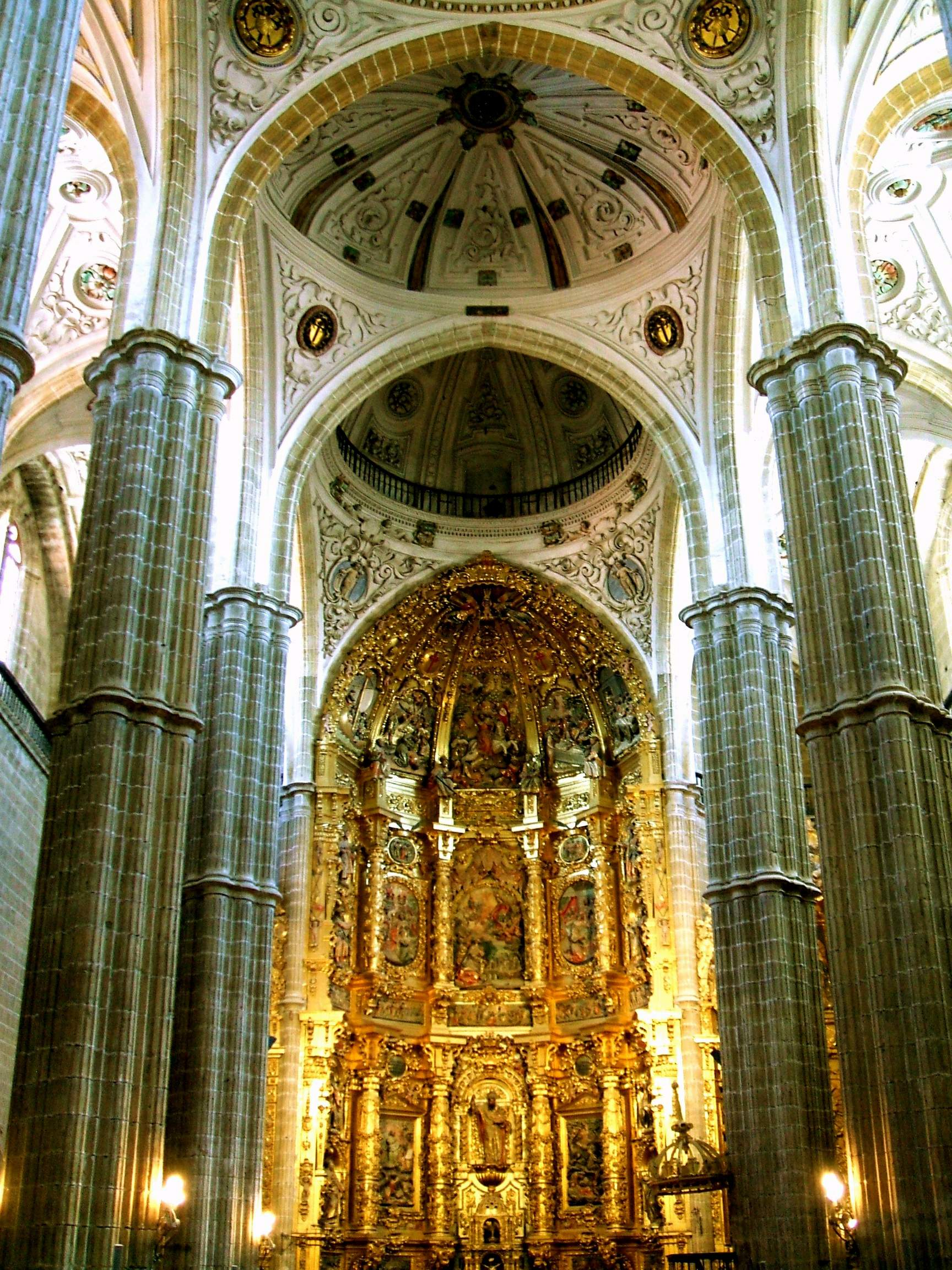
Interior de la Iglesia de Santiago Apóstol.

Comenzó a construirse al mismo tiempo que finalizaban las obras de Santa María, en estilo gótico, pero sus trabajos se alargaron hasta el Barroco, momento en que se cerraron las bóvedas. Comenzó a alzarse en 1533 bajo la dirección de Rodrigo Gil de Hontañón pero interviniendo posteriormente diversos arquitectos de distintas épocas. Semejantes cambios en la dirección explica la diversidad de estilos de la iglesia. Como muestra están las fachadas. La portada sur es plateresca y guarda gran similitud con el diseño de la fachada del Colegio Mayor de San Ildefonso de Alcalá de Henares, y, junto con la sacristía, es obra de Gil de Hontañón. La fachada norte pertenece al gótico tardío, y la principal es clasicista, de fuerte impronta herreriana. El interior, con su planta de salón, y tres naves divididas por altísimos pilares, es de estilo gótico, con numerosos añadidos platerescos y clasicistas. Las bóvedas fueron realizadas con labores de yeserías policromadas, durante el Barroco, por Felipe Berrojo. Lo más sorprendente es sin duda el riquísimo y monumental retablo mayor, diseñado por Joaquín de Churriguera, con tallas de Tomás de Sierra.

#### Iglesia de Santa Cruz

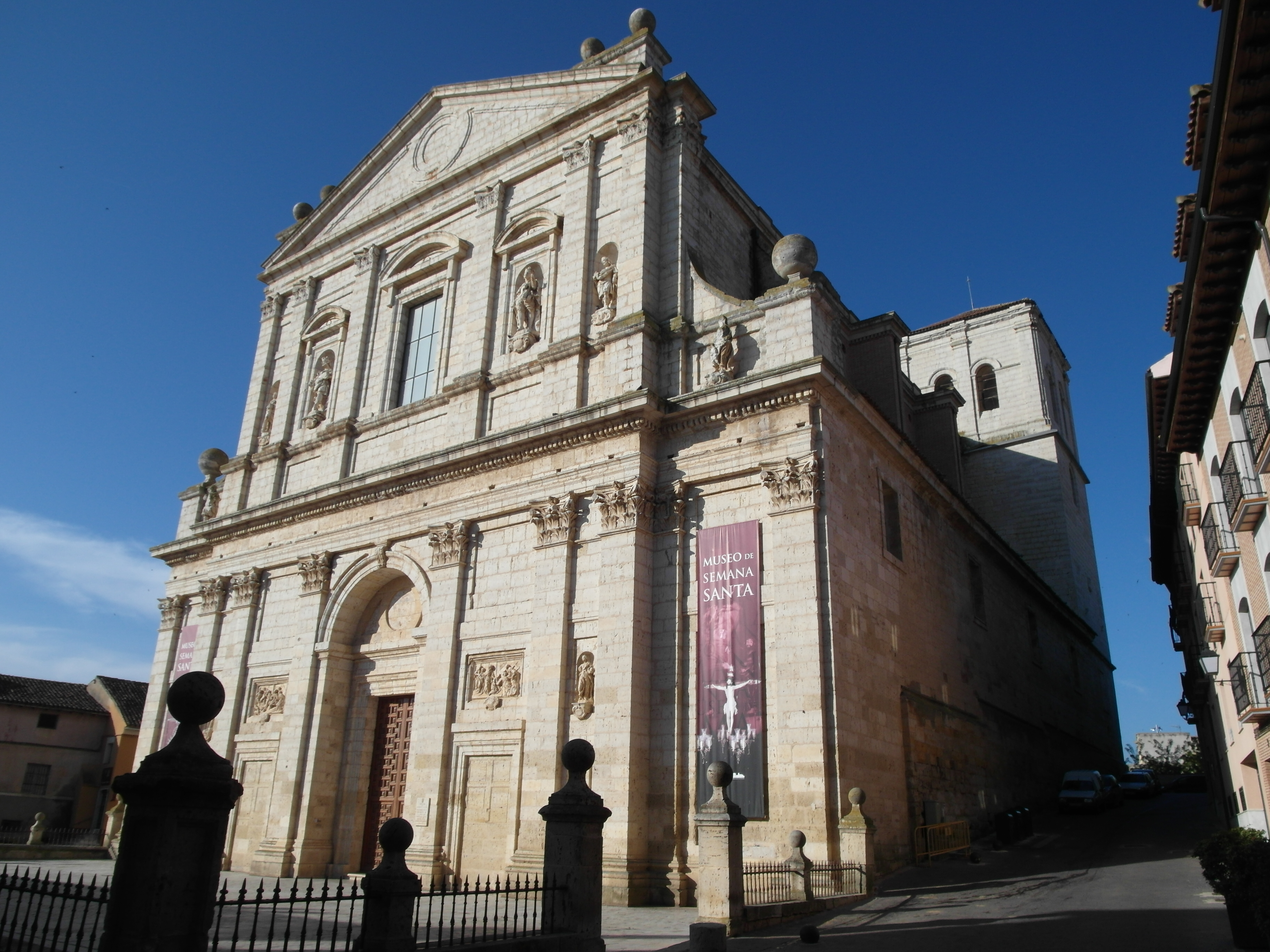
Iglesia de Santa Cruz.

Sus obras comenzaron a finales del siglo XVI, con un diseño de Rodrigo Gil de Hontañón, que por falta de presupuesto no llegó a realizarse. Sustituyó a otro templo anterior, que poseía una torre con un reloj, del que tan sólo se conserva una de las capillas, de estilo gótico primitivo y que se encuentra hoy empotrada en una vivienda del lado izquierdo de la plaza. Sus obras su sucedieron a lo largo del siglo XVII con numerosos avatares. Sus trazas son atribuidas a los maestros canteros cántabros Juan de Nates y Felipe de la Cajiga. La fachada es su elemento más singular; recrea el diseño del arquitecto italiano Jacopo Vignola para la iglesia del Gesù, de Roma, aunque con influjos herrerianos que aportan cierta severidad. El interior sigue los modelos de las iglesias jesuíticas, con la nave central más ancha de toda España y capillas laterales unidas por pasadizos. El interior se encontraba en siglos pasados ricamente adornado con retablos barrocos, una lámpara de grandes dimensiones, enterramientos, etc., convirtiéndose gracias a numerosos riosecanos desplazados a Las Indias, en la parroquia más rica de la ciudad. A finales de los años 1960 sufrió un grave incendio y en 1974 su fachada principal tuvo que ser sujetada con enormes contrafuertes al amenazar con venirse abajo. Esta dolencia ya la venía sufriendo desde siglos atrás, cuando tras el terremoto de Lisboa, tuvo que desmontarse el coro, construir una nueva tribuna para el órgano y cerrar los arcos de las primeras capillas laterales. Al poco de reconstruirse esta fachada (labor durante la cual se eliminó la cruz del remate), la bóveda principal se vino abajo. Su reconstrucción fue llevada a cabo por los arquitectos José Ignacio Linazasoro y Salvador Mata Pérez. En 1996 se restauró el atrio y se eliminaron los antiguos leones de piedra que marcaban el límite jurisdiccional de la parroquia en épocas anteriores, colocándose una lápida con una inscripción errónea en latín. Hoy alberga el Museo de Semana Santa y conserva en su interior varios retablos procedentes del mismo templo.

#### Iglesia de San Francisco

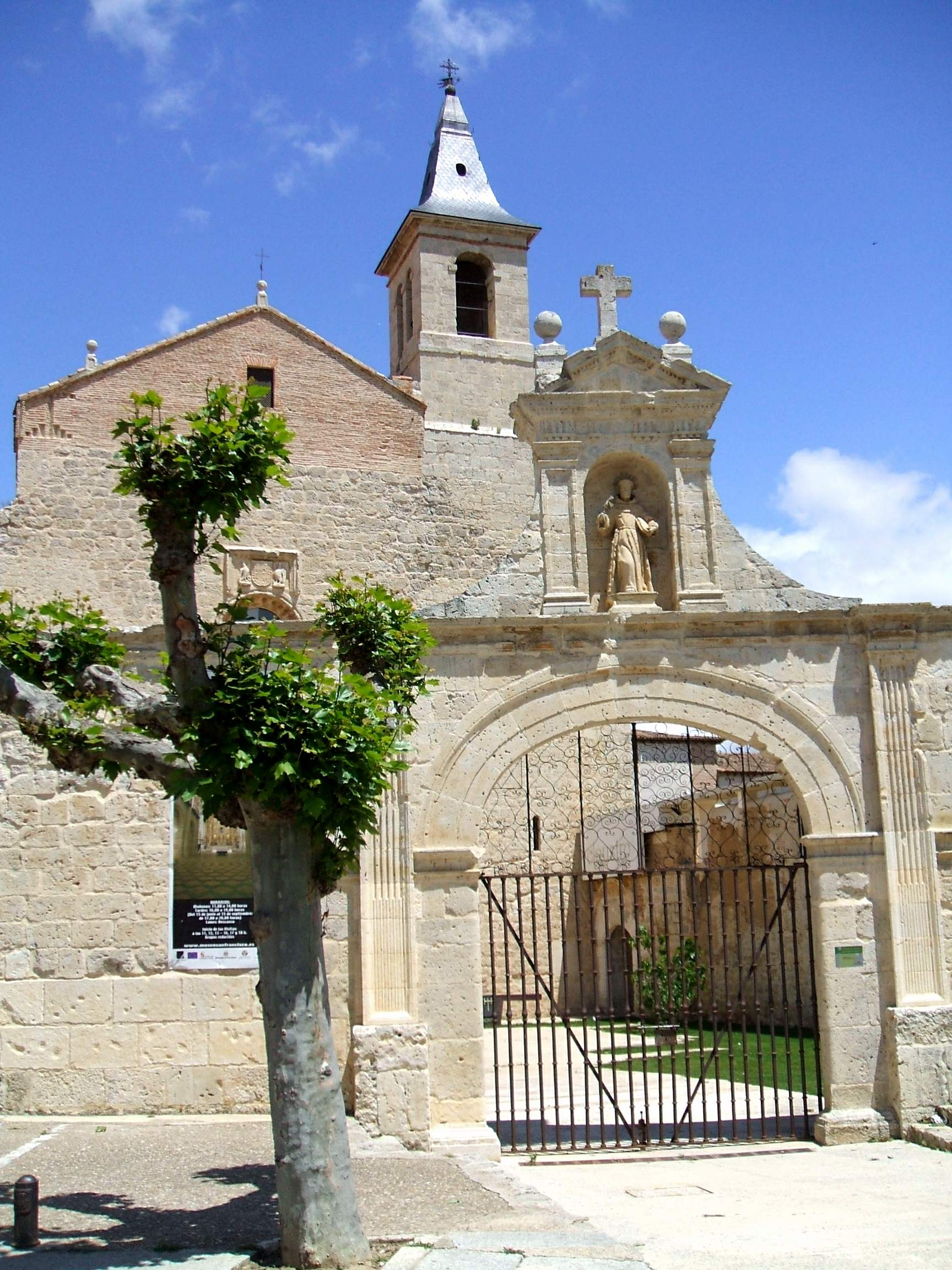
Convento de San Francisco.

Iglesia conventual edificada en tiempos del almirante de Castilla Fadrique II Enríquez, como segundo monasterio franciscano de la villa, tras el de Valdescopezo, como lugar de enterramiento para los miembros de su familia. Del recinto primitivo, se conserva solamente la iglesia, dedicada a la Virgen de la Expectación, apoyada sobre los restos de la muralla medieval; algunas capillas laterales del claustro, el basamento del mismo, la Sala Capitular y el Refectorio convertido hoy en capilla de la residencia de ancianos. Dentro de esta institución pueden verse la cocina, transformada en capilla secundaria para la Residencia, parte de un segundo claustro, un ala de celdas de los monjes que tiene una escalera barroca, oculta tras unos servicios, y restos de esculturas en piedra y madera, vidrieras, así como parte del antiguo mobiliario. Hoy en día la iglesia y los restos del monasterio han sido convertidos en un museo de arte sacro, el Museo de San Francisco.
Aunque los cuatro templos mayores de Rioseco comenzaron a edificarse en intervalos de solo cincuenta años, la iglesia de San Francisco fue la primera en construirse y puede considerarse como la más antigua. La iglesia ofrece al exterior un aspecto sobrio y sencillo, que contrasta con la magnificencia y ostentación del interior. De estilo gótico, el templo es de una sola nave con ocho capillas laterales cubiertas con crucería. De su decoración interior destacan dos retablos platerescos de piedra, las esculturas de los ángeles, las pinturas de la cúpula y dos tribunas de yeso.

#### Iglesia de San Miguel de Mediavilla
Fundada hacia 1132. Fue un templo románico demolido por ruinoso en 1861. Estaba situado cerca de la iglesia de Santa María entre las calles Empedrada, Villarramiel y Calzada de San Miguel.

#### Convento de Santa Clara
Se funda en 1491 bajo la protección del almirante Fadrique II.

#### Convento de San José
El convento de las Carmelitas es de estilo clasicista y debe su fundación a una provisión real del 2 de marzo de 1603. Fue diseñado por fray Alberto de la Madre de Dios, uno de los arquitecto más importantes del barroco español, en 1606.

#### Ermita de Castilviejo

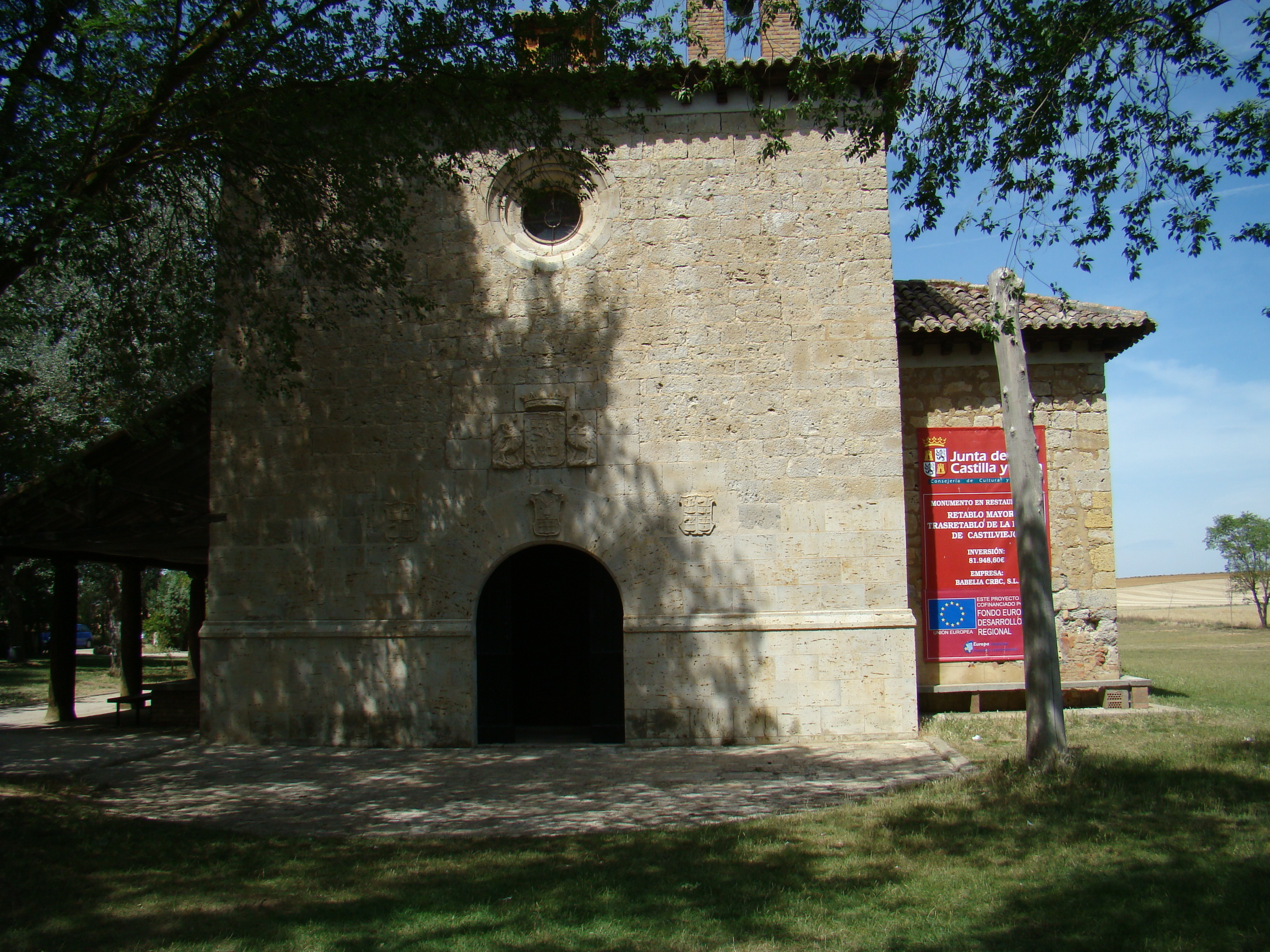
Ermita de Castilviejo.

Siguiendo por el camino de Castilviejo se encuentra esta ermita construida en el siglo XVI, remanso de paz y frescor.

#### San Pedro Mártir
Iglesia del convento de la Orden de los Predicadores, es de estilo clasicista, construida entre los siglos XVI y XVII, con una sencilla fachada.

### Arquitectura militar

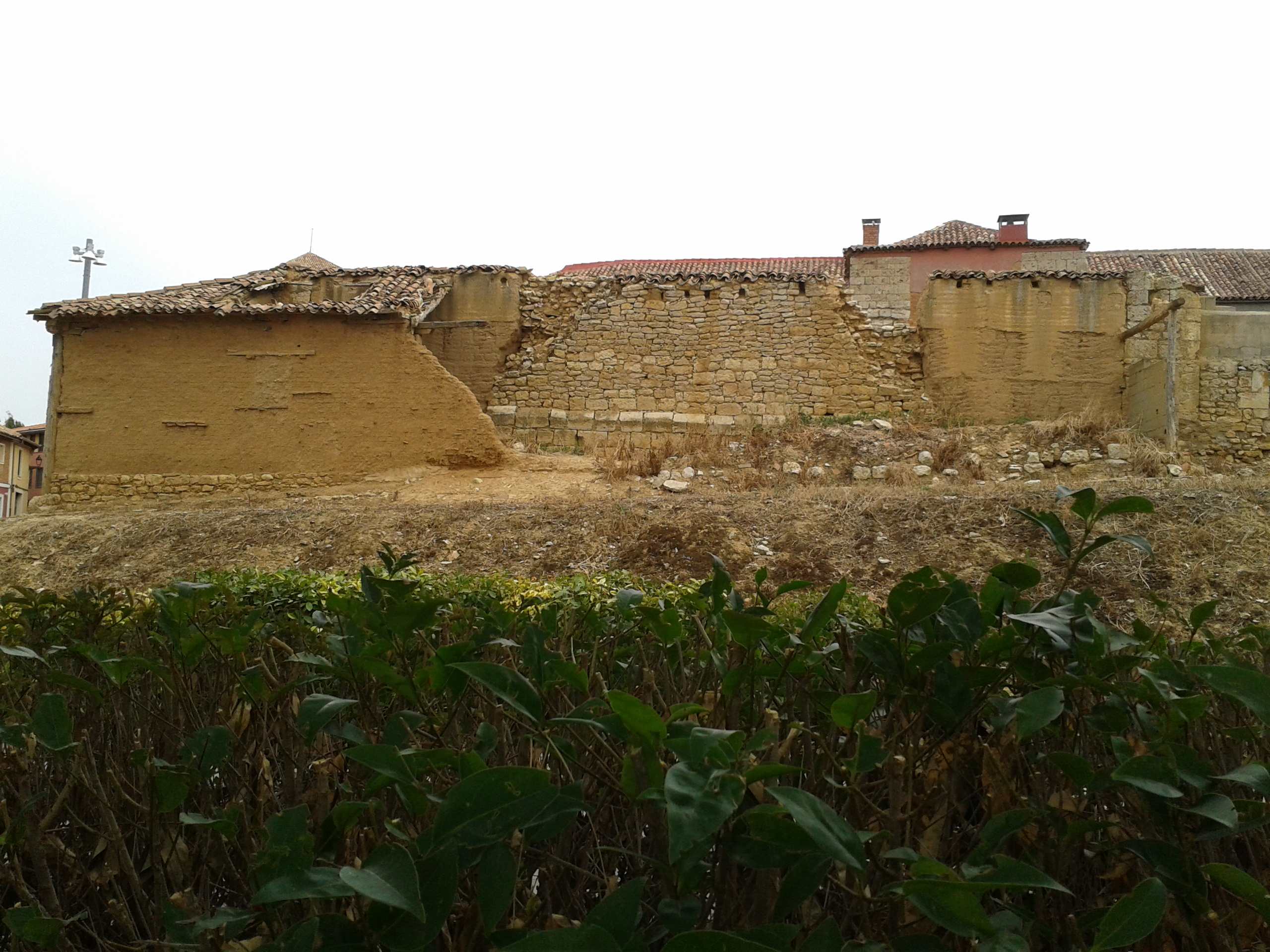
Restos de la muralla del castillo incorporados en edificios posteriores.

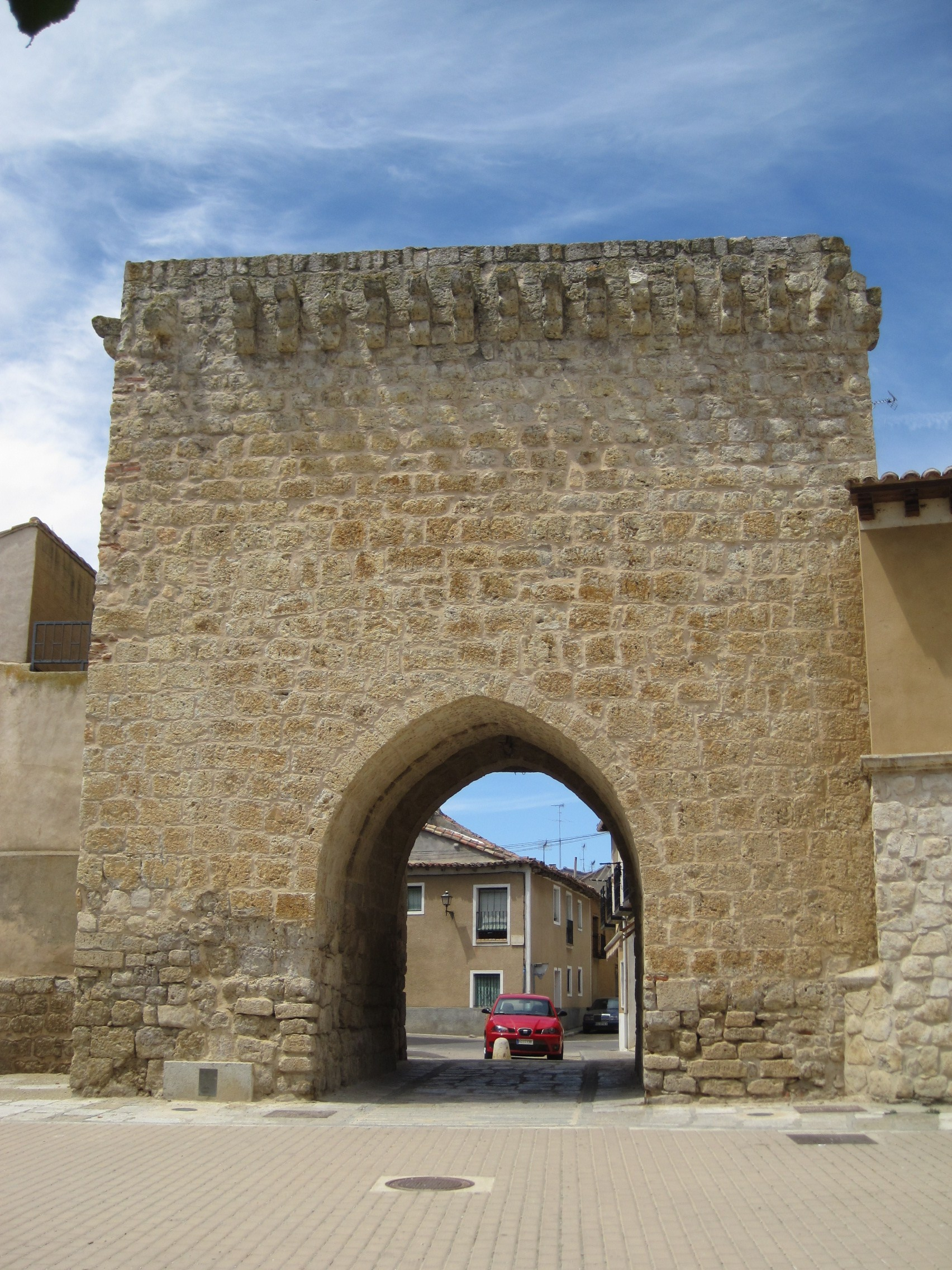
La Puerta de Ajújar es la más antigua de la muralla medieval de la ciudad.

#### Castillo
Del antiguo castillo, que se localizaba sobre un cerro, al suroeste de la población, dominando el cauce del río Sequillo, no queda hoy ningún resto. Sus piedras fueron usadas para la construcción de algunos edificios civiles y religiosos de la ciudad.

#### Muralla
La muralla medieval de la ciudad, conservada en algunos tramos, pero oculta por las viviendas, contaba con un total de ocho puertas, de las que hoy solo se conservan tres:
- La Puerta de Zamora, en el camino que conduce a Toro, es una reconstrucción del siglo XVI de planta cuadrada. Sobre cuatro arcos de medio punto se levanta un pequeño cuerpo en forma de torre.
- La Puerta de Ajújar es la más antigua que se conserva de la muralla original. Si bien fue construida en el siglo XIII, por sus características responde a una tipología de arquitectura militar más propia del siglo XIV.
- La Puerta de San Sebastián, que no formaba parte de la muralla medieval, es una obra del siglo XVI. Por los problemas de estrechez que se generaban en la Puerta de San Miguel, que impedía el creciente tráfico de mercancías en la zona, se mandó derribar esta última y construir la nueva puerta de San Sebastián en un lugar más alejado del centro de la ciudad.

### Arquitectura civil

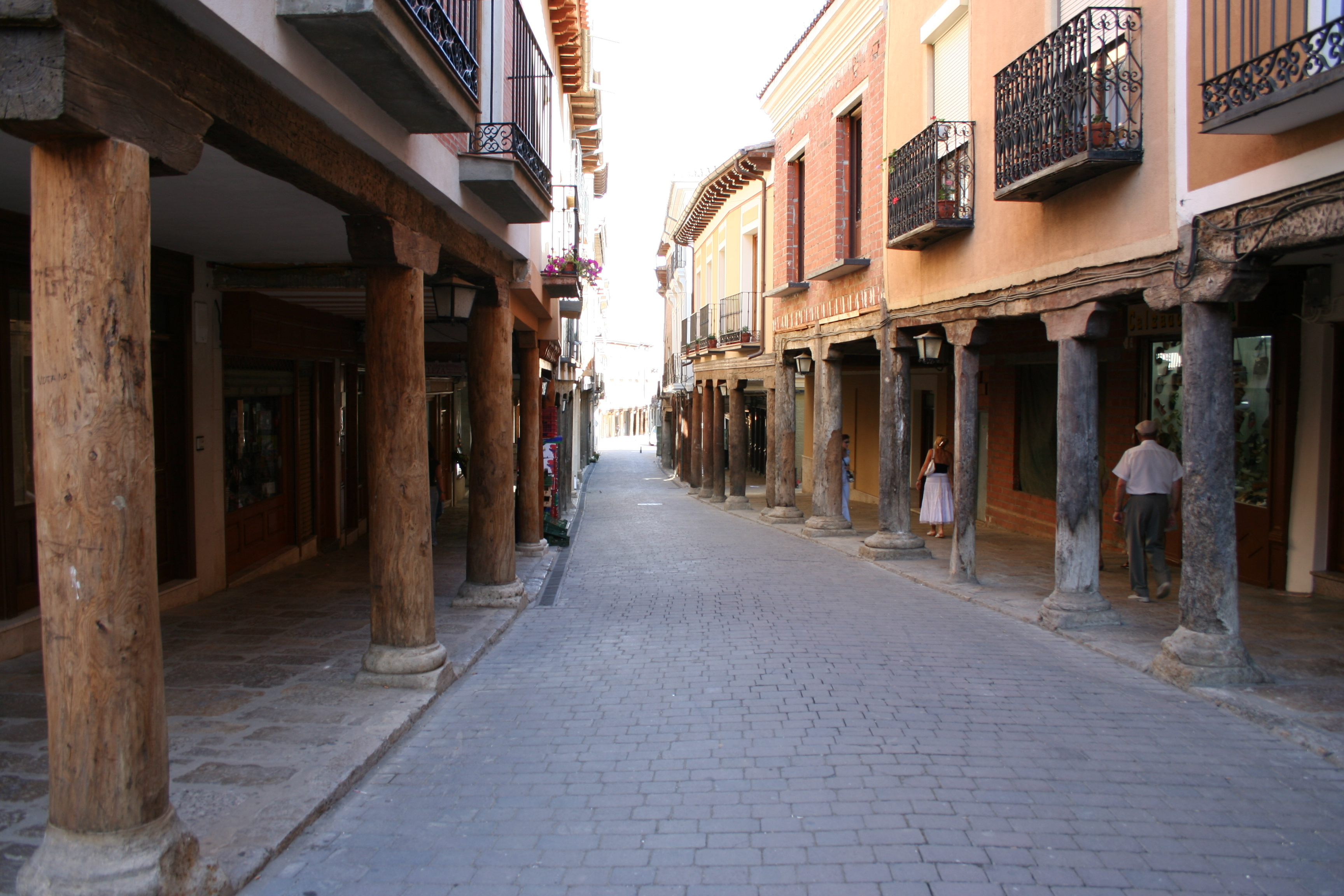
Soportales en Medina de Rioseco.

La ciudad aún conserva un interesante conjunto de viviendas construidas siguiendo las normas de la arquitectura popular de Tierra de Campos. La mayoría construidas a base de ladrillos de adobe, que cierran los huecos del entramado de vigas de madera. Con pisos volados sobre canecillos mudéjares lobulados o aquillados, propios de las viviendas de los siglos XV, XVI y XVII. Algunas residencias de familias más pudientes y los edificios civiles, presentan fachadas de ladrillo y piedra sillar, y las menos lucen blasones en sus fachadas. Destacan las viviendas de la familia Núñez de Monroy, en la calle Misericordia, la de los Pizarro, en la Rúa, la de los Solórzanos en el Corro de San Miguel o la del obispo Caso, en la calle de Los Lienzos.
Muchas de ellas poseen soportales, destinados a albergar las mercancías de los mercaderes que acudían a sus famosas ferias. Los conjuntos mejor conservados se sitúan en la calle Mayor, también conocida como La Rua, la calle de La Sal y la calle de Los Lienzos. El conjunto monumental de los soportales fue declarado Conjunto Histórico —en su día Conjunto Histórico-Artístico— en 1965.
Lamentablemente, el conjunto ha entrado en los últimos 30 años en un grave proceso de desaparición y de sustitución por viviendas y construcciones contemporáneas.
Otros edificios civiles son:
- La antigua alhóndiga municipal, conocida como «El Torno», del siglo XVI, se destinaba a depósito de trigo y se construyó sobre la muralla que unía la fortaleza con la Puerta del Carbón. Existieron, además, otros depósitos similares en la ciudad, entre ellos El Diezmo, donde se recogía el impuesto a la Iglesia, el 10 % de cada cosecha, y cuyas ruinas están situadas tras el depósito anterior, así como el de Juan de Pendones, edificio de piedra, del siglo XVII, localizado tras el Teatro Principal.

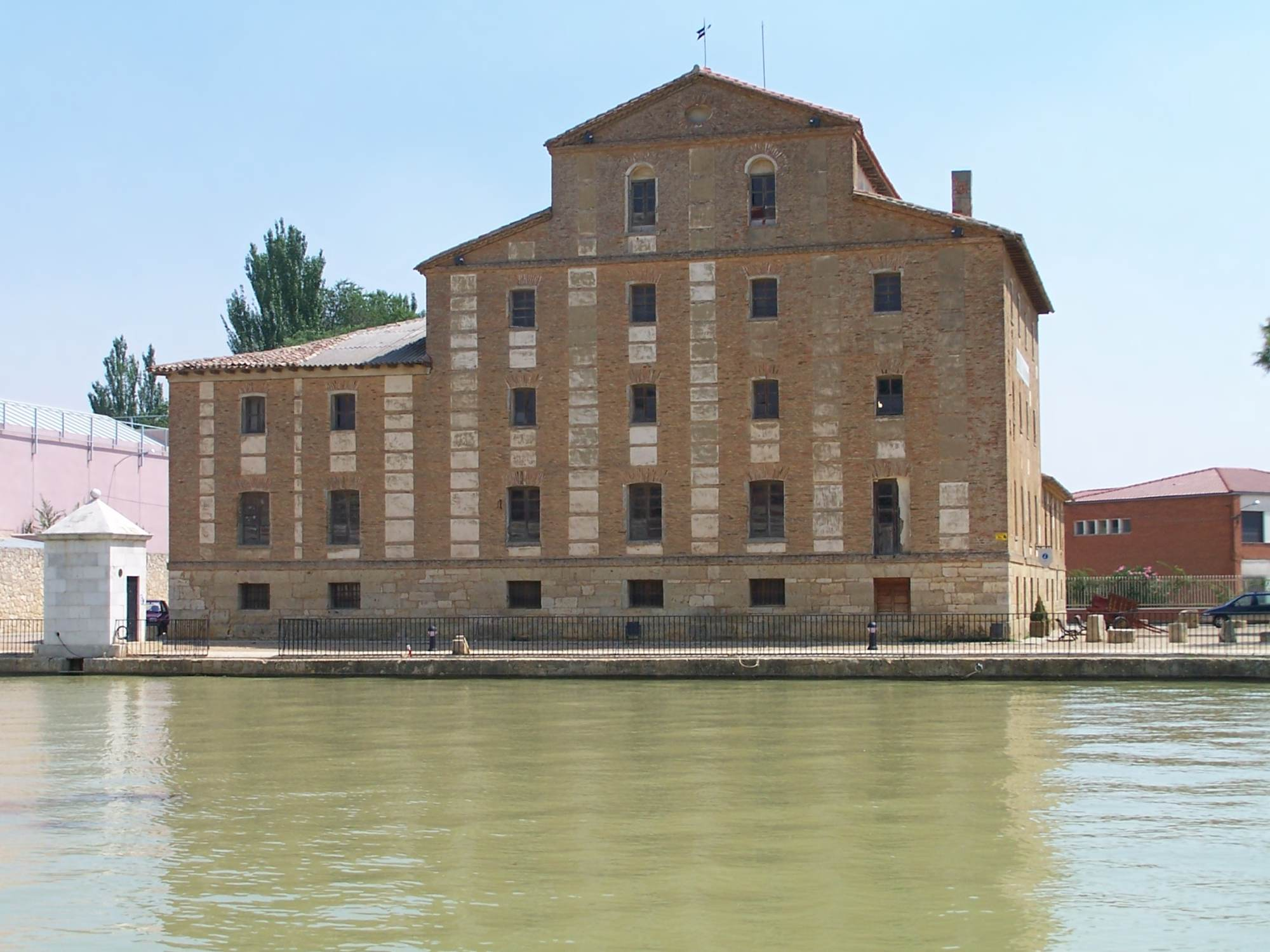
Fábrica de harinas San Antonio.

- Fábrica de harinas San Antonio. Se trata de una fábrica de harinas de las muchas que nacieron con el Canal de Castilla. Tras su cierre en 1991, alberga un museo que conserva la maquinaria original con la que durante años se elaboró la harina fruto del cereal de estas tierras.
- Fuentes públicas. Conjunto construido en los primeros años del siglo XIX, con ejemplos como la fuente del Carmen, El Cañico, San Buenaventura, El Príncipe, fuente de Los Burros, Castilviejo o Los Cuatro Caños. Tan Solo existe una excención: La fuente de San Sebastián, construida a finales del siglo XVI.
- Palacio de los Almirantes de Castilla

Fue un suntuoso palacio mandado construir por el IV Almirante de Castilla Fadrique II Enríquez de Cabrera, conde de Módica. Se encontraba frente a la iglesia de San Francisco fundada así mismo por este almirante y que fue además el panteón familiar.

## Cultura

### Festividades

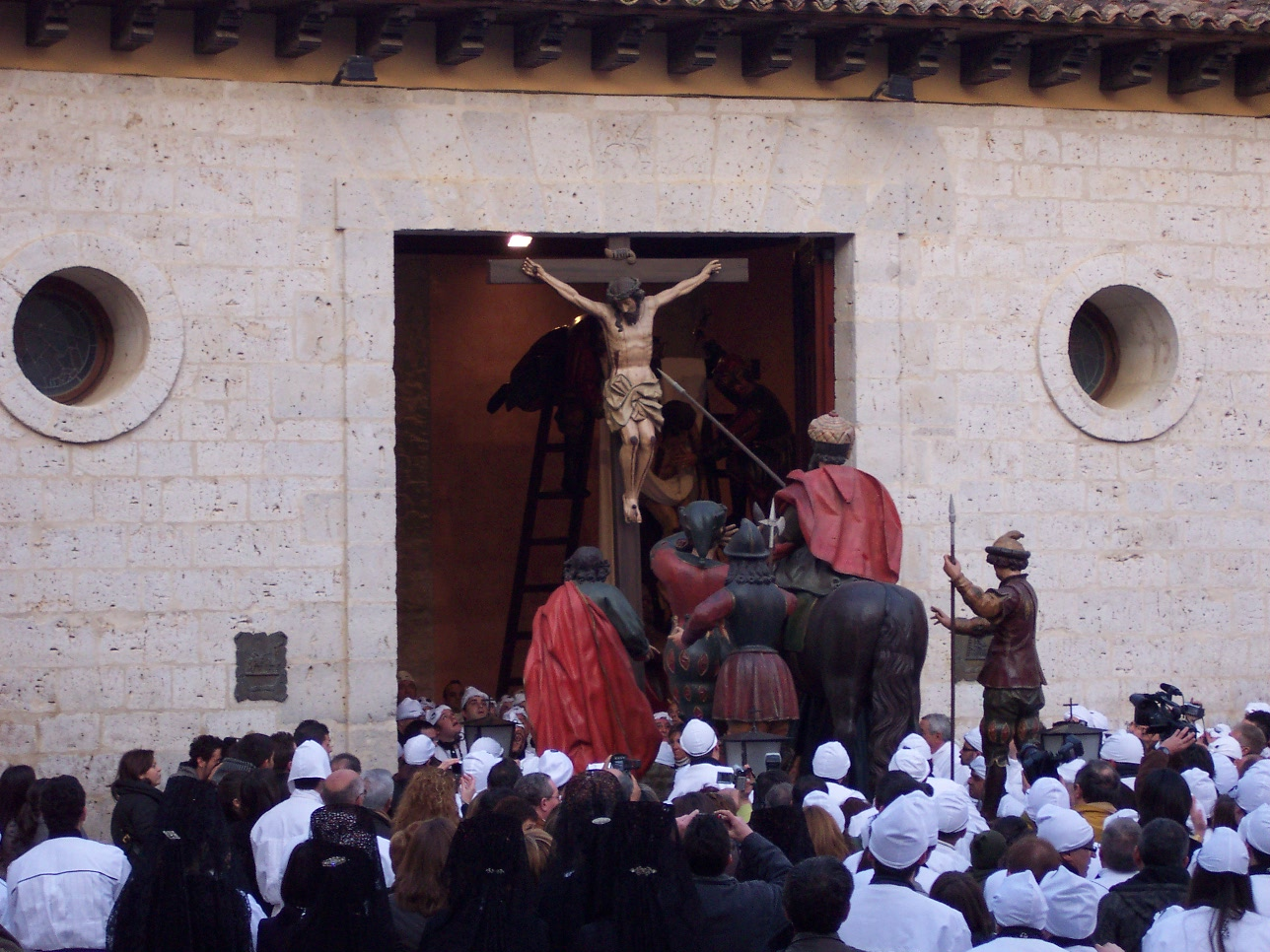
Paso de la Crucifixión del Señor o de la Lanzada a su salida de la capilla de los pasos grandes, previo a la procesión del Viernes Santo.

Durante la Semana Santa de Medina de Rioseco se celebran procesiones y actos que constituyen el acontecimiento cultural y turístico más destacado de esta ciudad. La misma fue declarada de "Interés Turístico Nacional" en 1985. En 2009 fue elevada a la categoría de "Fiesta de Interés Turístico Internacional". Cuenta, además, con otros galardones turísticos que reconocen su atractivo y la labor de los habitantes de la ciudad en la preservación de sus tradiciones.
En febrero se celebran Santa Águeda, con una procesión con la imagen de la Santa y fiesta organizada por la cofradía titular, y los Carnavales, con desfiles, concursos de disfraces y Entierro de la Sardina, aunque sin la espectacularidad que adquirieron en siglos pasados. En abril se celebra San Marcos, patrón de los carniceros, con una fiesta gremial. En mayo y junio se celebra el Corpus, con una procesión celebrada con la custodia de Antonio de Arfe, aunque sin la magnificencia de siglos anteriores, cuando era organizada por la cofradía del mismo nombre. El 24 de junio es la Festividad de San Juan, patrón de los riosecanos, con las fiestas patronales del municipio. En julio se celebran Santa Marta, patrona de los camareros, con una fiesta gremial, y San Cristóbal, patrón de los conductores, con fiesta del gremio de los transportistas. En agosto se celebra la Virgen de las Nieves, con fiestas del barrio titular, en septiembre la Virgen de Castilviejo, patrona del municipio y cuya imagen se conserva en una ermita cercana a la localidad, y en octubre el Santo Cristo de las Puertas, fiesta del barrio del mismo nombre celebrada el segundo domingo del mes, y Santa Teresa de Jesús, fiesta celebrada por la cofradía homónima. En diciembre se celebra San Juan de la Cruz con una fiesta organizada por la cofradía titular.

### Gastronomía
Es tradicional el lechazo de raza churra, junto con otros platos de la zona como la perdiz roja, la liebre, los pichones o el queso elaborado con leche de la misma raza. Repostería y panadería de elaboración tradicional

### Rioseco en el arte
En 1953 se rodó la película Condenados y se necesitaron como extras personas de este pueblo que aparecieron con mandiles de carniceros acorralando al protagonista.